# Warszawapakten
Warszawapakten, officiellt Fördraget om vänskap, samarbete och ömsesidigt bistånd var en militärallians som existerade 1955–1991 bestående av länder i östblocket. Alliansen bildades den 14 maj 1955 som en motvikt till västmakternas Nordatlantiska fördragsorganisation (Nato). Officiellt var den ett frivilligt militärt samarbete mellan Sovjetunionen och de sovjetkontrollerade staterna i Östeuropa, men i praktiken styrdes organisationen av Moskva. Warszawapakten bestod tills kalla kriget var över och medlemsländerna började dra sig ur. Pakten upplöstes formellt den 1 juli 1991.

## Bakgrund
Warszawapakten var resultatet av de från 1947 alltmer tilltagande spänningarna mellan de allierade under andra världskriget. I väst sågs Sovjetunionens expansion och bildandet av satellitstater i Östeuropa som ett allvarligt hot mot de västliga demokratierna. Den västliga försvarspakten Atlantpakten (Nato) slöts därför 1949 för att förhindra ytterligare spridning av det sovjetiska inflytandet i Europa. Då Västtyskland genom Parisfördragen den 5 maj 1955 blev en del av det västliga försvarssamarbetet (Västeuropeiska unionen, VEU) reagerade Sovjetunionen genom att skapa en egen försvarsorganisation som motvikt till Nato. Ledarna för östblockets stater träffades den 11–14 maj 1955 i Warszawa för ett möte där de arbetade fram grundförutsättningarna för en militärallians, som fick det officiella namnet ”Fördraget om vänskap, samarbete och ömsesidigt bistånd”, populärt kallad Warszawapakten. Pakten undertecknades officiellt vid en ceremoni i presidentpalatset i Warszawa. Dess förste befälhavare var general Ivan Konev.[källa behövs]

## Ungernrevolten
Pakten sattes på prov för första gången 1956 då en omfattande revolt utbröt i Ungern mot det kommunistiska styret i landet. Landets nye ledare Imre Nagy deklarerade att Ungern lämnat Warszawapakten. Sovjetiska styrkor gick in i landet (dock inte officiellt som en del av Warszawapakten) och krossade revolten med våld.[källa behövs]

## Invasionen av Tjeckoslovakien 1968
Warszawapaktens mest kända militära aktion ägde rum den 20–21 augusti 1968 då trupper från pakten, med undantag för Albanien och Rumänien som vägrade delta, invaderade Tjeckoslovakien. Bakgrunden var att landets kommunistiske ledare Alexander Dubček inlett en omfattande liberalisering av kommunistpartiets politik under den så kallade Pragvåren vilket av Sovjetunionen och flera andra regimer inom östblocket uppfattades som ett hot. Liberaliseringsprocessen avbröts och Dubček avsattes. I november samma år kom den så kallade Brezjnevdoktrinen, enligt vilken Sovjetunionen ansåg sig ha rätten att ingripa militärt i ett land där ett etablerat kommunistiskt styre var hotat, att bli praxis inom den sovjetiska utrikespolitiken. Detta innebar att Warszawapakten kom att få en ny roll som ett av Sovjetunionens viktigaste redskap för att upprätthålla de kommunistiska regimerna i Östeuropa.[källa behövs]

## Warszawapaktens sista år
När Michail Gorbatjov tillträdde som Sovjetunionens ledare 1985, blev den sovjetiska utrikespolitiken betydligt mindre aggressiv även inom kommunistblocket och 1988 klargjorde Gorbatjov att han inte tänkte fortsätta att tillämpa Brezjnevdoktrinen. Detta i kombination med den normalisering som skedde i relationerna mellan Sovjet och USA under 1980-talet ledde till att Warszawapaktens betydelse började avta och efter kommunismens fall i Östeuropa 1989 hade den i praktiken förlorat all sin politiska och militära betydelse; den upplöstes dock formellt först 1991.[källa behövs]